# Francesc Garcia i Escarré
Francesc Garcia i Escarré   (Reus, 15 d'agost de 1871 - Barcelona, 19 d'abril de 1954) fou un pintor i decorador català.
Es formà a Barcelona i al Círculo Artístico de Madrid. Es va casar amb Elisa Peyri i tingué 4 fills (Francisco, Elisette, Antonio i Josep Maria). Va fer el seu primer viatge a París el 1894, on va treballar en un taller d'escenografia. Viatjà per diversos països d'Europa i Amèrica i visqué a Cuba on fou conseller del Centre Català de l'Havana i president de la secció de cultura d'aquesta entitat. Es presentà a l'Exposició General de Belles Arts de Barcelona del 1894, on va exposar un paisatge. Guanyà la medalla d'or a Filadèlfia (EUA, 1907) i a Budapest el 1905, on també rebé diploma d'honor.
Feu diverses exposicions arreu, entre les quals cal destacar les de Califòrnia. El 1915 participà en la Panama-Pacific International Exposition de San Francisco amb les pintures "Esmeraldine" i "Maternitat". També exposà a Mèxic, Budapest i l'Havana així com a l'Exposició d'Art Català de Lisboa el 1921 amb l'obra "Paisatge". Dedicat a la decoració, el 1909 restaurà el Liceu de Barcelona, ciutat en la qual participà en diverses exposicions i es dedicà també a l'escenografia i a la decoració d'interiors. Va realitzar la portada d'algun número de la revista els Quatre Gats al qual va pertànyer i va decorar el sostre de la Sala Sivela de la Biblioteca Museu Víctor Balaguer de Vilanova i la Geltrú.

## Obra artística
Informació de les obres conegudes:
| Nom de l'obra         | Data | Descripció                                          | Mides tela (cm) | Tipus           |
| --------------------- | ---- | --------------------------------------------------- | --------------- | --------------- |
| Esmeraldine           | 1906 |                                                     | 100x70          | Oli             |
| Estudi de nen 12      | 1909 | Retrat de nen                                       |                 | Oli             |
| Estudi de nena        | 1909 | Retrat de nena                                      |                 | Oli             |
| Els meus models       | 1915 | Retrat de nen i nena                                |                 | Oli             |
| Fruites i ceramica    | 1937 | Ginestas del Montseny, bodegó de fruites i ceramica |                 | Oli             |
| Autorretrat           | 1937 | Autorretrat d'en Escarré amb 66 any                 | 40x52           | Oli sobre fusta |
| L'espluga de Francolí | 1941 | Carrer de l'Espluga                                 | 37x46           | Oli sobre fusta |
| St. Antoni de Calonge | 1942 | St. Antoni de Calonge, Palamós                      |                 | Oli             |
| Bodegó                |      | Cetrill, sardines i tomaquets                       | 50x36           | Oli sobre fusta |
| Paisatge              |      |                                                     | 46x38           | Oli sobre fusta |
| Cubà                  |      | Retrat d'home jove                                  |                 | Oli             |
| Ram i lloro           |      | Ram de flors amb lloro                              |                 | Oli             |
| Un Jardín             |      |                                                     | 80x65           | Oli sobre fusta |
| Maternitat            |      |                                                     |                 |                 |